# Phoenix Mercury

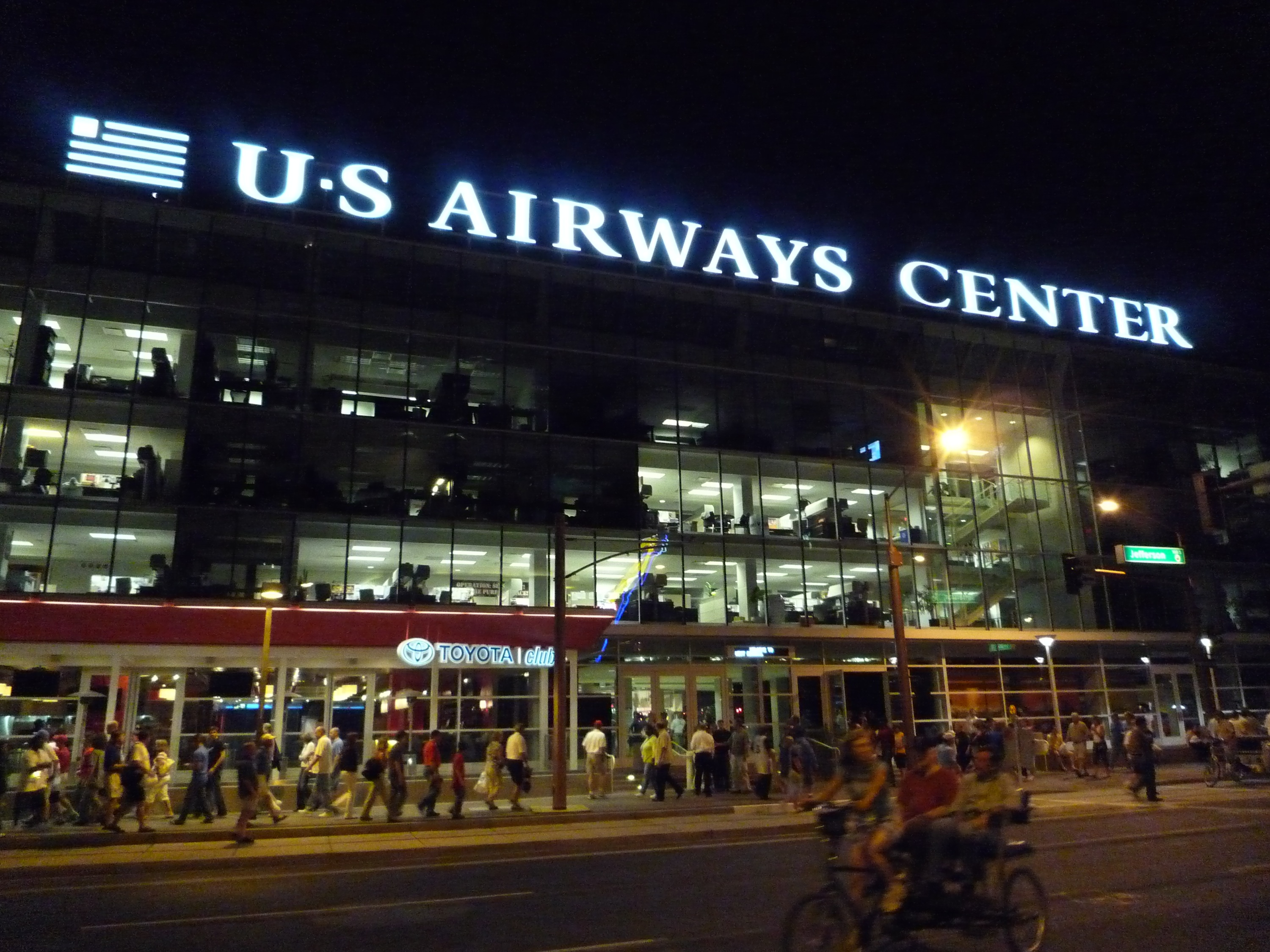
US Airways Center i Phoenix.

Phoenix Mercury, som grundades 1997, är en basketklubb i Phoenix i Arizona som spelar i damligan WNBA sedan säsongen 1997. Phoenix är ett av de åtta originallag som började spela den allra första säsongen av WNBA, och är ett av tre som fortfarande finns kvar. De andra två är New York Liberty och Los Angeles Sparks. Phoenix Mercury är också ett så kallat systerlag till NBA-laget Phoenix Suns och är döpta till Mercury efter planeten Merkurius, som är den närmaste planeten till solen, som ju Phoenix Suns heter.

## Historia
Phoenix Mercuery's första match i den nystartade ligan spelades den 22 juni 1997 hemma mot Charlotte Sting, Phoenix vann matchen med 76-59 och visade redan från början att man tillhörde topplagen i WNBA. Första säsongen slutade den 28 augusti med att Phoenix mötte New York Liberty i en semifinalmatch som New York vann med 59-41. Säsongen efter tog sig Phoenix åter till slutspel, efter att ha slutat tvåa i den västra konferensen. I semifinalen mötte man Cleveland Rockers och vann med 2-1 i matcher och ställdes mot de regerande mästarna Houston Comets i sin allra första WNBA-final. Efter att ha vunnit den första finalmatchen på hemmaplan med 54-51 väntade två bortamatcher. I den andra matchen ledde Phoenix i halvtid med 37-32 och efter ordinarie tid var ställningen 66-66. I förlängningen visade dock Houston att de var regerande mästare och vann matchen med 74-69. I den tredje och avgörande visade direkt Houston att de var det bättre laget, de ledde i halvtid 32-26 och vann matchen med 80-71.

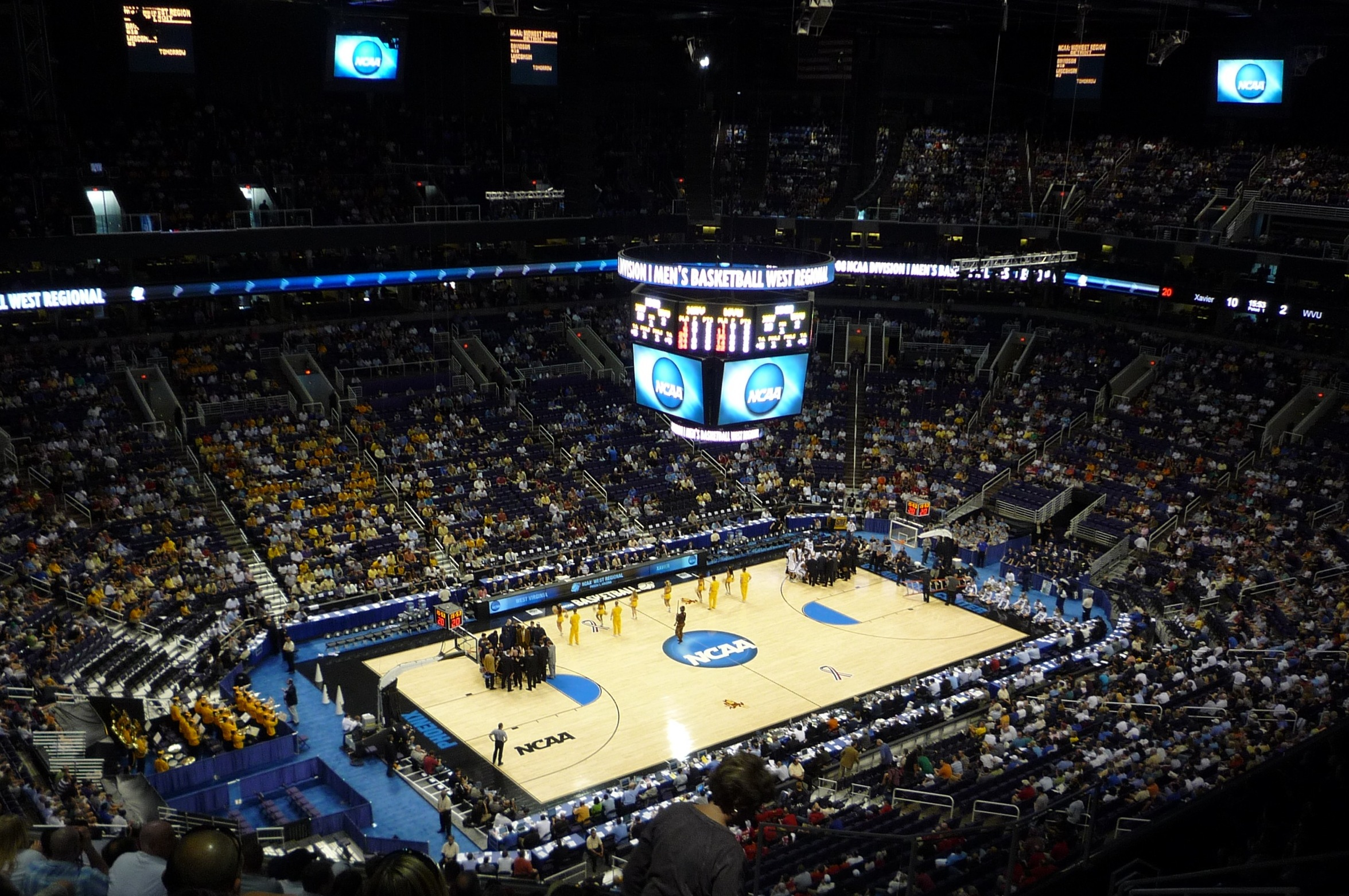
Phoenix Mercury's hemmaarenan US Airways Center.

Efter de två första säsongerna som slöt med slutspel för Phoenix, skulle de missa att ta sig till slutspelet sju av de åtta nästkommande åren. Fast trots att man missade slutspelet hamnade man på platsen precis utanför slutspelet fem av gångerna. Inte förrän säsongen 2007 var Phoenix åter med och slogs om en finalplats. Efter att ha besegrat både Seattle Storm och San Antonio Silver Stars i de två första omgångarna stod man inför sin andra WNBA-final där de regerande mästarna Detroit Shock stod för motståndet. Efter att ha vunnit varsin hemmamatch och varsin bortamatch stod man den 16 september inför den femte och avgörande matchen där Detroit hade hemmaplan. Men trots det var det Phoenix som inledde bäst och ledde efter första perioden med 30-17, och efter den inledningen lyckades aldrig Detroit komma tillbaka in i matchen igen utan Phoenix vann med 108-92 och tog sin första WNBA-titel. Phoenix blev samtidigt det första laget att säkra en WNBA-titel på bortaplan.
Som regerande mästare hade Phoenix en katastrofal säsong 2008 då de kom sista av alla lagen i den västra konferensen. Efter denna mellansäsong var Phoenix 2009 istället det bästa laget av alla i hela ligan och efter att ha besegrat San Antonio Silver Stars och Los Angeles Sparks i de två första slutspelsomgångarna var Phoenix framme i sin tredje WNBA-final där motståndet var Indiana Fever. Och för tredje gången stod Phoenix inför en helt avgörande match om titeln, och den här gången spelades matchen i Phoenix hemmaarena US Airways Center. Även om det var Indiana som inledde matchen bäst och ledde efter en period med 23-16, skulle Phoenix visa att de var det bästa lagen och vinna andra perioden med 35-19 och höll sedan undan och vann matchen med 94-86 och tog hem sin andra WNBA-titel.
Säsongen 2010 kom Phoenix tvåa i den västra konferensen efter den överlägsna ettan Seattle Storm. Och när de ställdes mot varandra i konferensfinalen hade Seattle ett mentalt övertag efter att ha vunnit samtliga fem matcher under grundserien, och inte gick det bättre för Phoenix i slutspelet heller då Seattle vann i två raka matcher.